# 黄山垅站
黄山垅站是徐州地铁1号线的地铁站，位于中华人民共和国江苏省徐州市云龙区和平大道与爱民路交叉口，于2019年9月28日开通。

## 车站结构
黄山垅站沿和平大道东西设置，为地下二层岛式站台车站，车站长214.6米，宽21.7米，车站地下一层为站厅层，地下二层为站台层，站台设置全高站台门。
| 地面              | 出入口 | 1、2出入口                                                                                                |
| 地下一层          | 站厅   | 客服中心、自动售票机、验票机                                                                              |
| 地下二层          | 站台   | \| \| \| █ 1号线往路窝（铜山路） \| \| 島式 · 開左邊车门 \| \| \| \| \| \| █ 1号线往徐州东站（庆丰路） \| |
|                   |        | █ 1号线往路窝（铜山路）                                                                                   |
| 島式 · 開左邊车门 |        | |
|                   |        | █ 1号线往徐州东站（庆丰路）                                                                               |

## 车站出口
黄山垅站共设2个出入口，各出口及周围设施如下所示：
| 出口编号            | 照片 | 出口指示         | 建议前往的目的地 |
| ------------------- | ---- | ---------------- | ---------------- |
| 1 · 出口 · （设有） |      | 和平大道（北侧） | 金狮小区         |
| 2 · 出口            |      | 和平大道（北侧） |                  |
| 图例： 设有         |      |                  |                  |

## 接驳交通

### 公交车
- 黄山垅地铁站：32路，70路，612路

## 车站历史
本站工程名为狮子山站，公示站名为黄山站，正式站名为黄山垅站，以车站所处的黄山垅社区命名。
- 2019年9月28日，车站随1号线一期通车开通[1]。